# Aleksandra Mierzecka-Garlicka

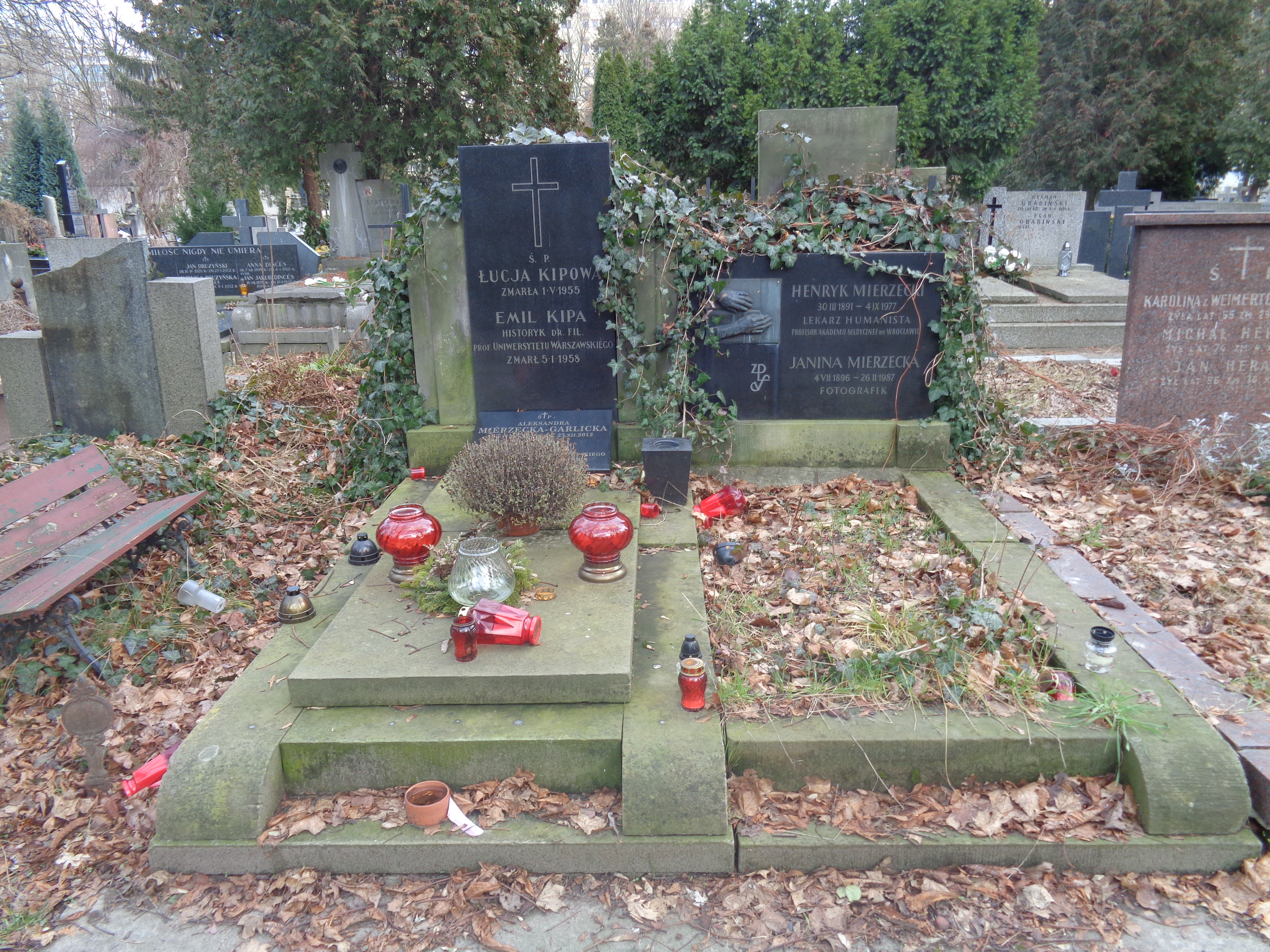
Grób Andrzeja Garlickiego, Aleksandry i Henryka Mierzeckich na Cmentarzu ewangelicko-augsburskim

Aleksandra Mierzecka-Garlicka (ur. 1933 we Lwowie, zm. 27 grudnia 2012) – polska artystka fotograf, historyk fotografii, kuratorka wystaw fotograficznych, publicystka. Członkini Związku Polskich Artystów Fotografików. Członkini Polskiego Towarzystwa Fotograficznego. Członkini założycielka Stowarzyszenia Historyków Fotografii.

## Życiorys
Aleksandra Mierzecka-Garlicka w latach 1951–1952 była studentką Uniwersytetu Wrocławskiego (Wydział Historyczny), w 1956 roku została absolwentką Uniwersytetu Warszawskiego – ukończyła studia historyczne. Zajmowała się fotografią od lat dziecięcych, fotografią artystyczną od 1951 roku – wówczas po raz pierwszy zaprezentowała swoje prace na wystawie zbiorowej. Od 1959 roku była zatrudniona w Pracowni Historii Czasopiśmiennictwa Polskiego XIX i XX wieku Polskiej Akademii Nauk, w której przepracowała do 1993 roku – publikując artykuły odnoszące się między innymi do tematyki historii prasy polskiej. W 1978 roku rozpoczęła współpracę z kwartalnikiem Fotografia, publikują artykuły związane tematycznie z historią fotografii. Od 1983 roku do 1989 była członkinią redakcji czasopisma.
Aleksandra Mierzecka-Garlicka uczestniczyła w wielu wystawach fotograficznych – prezentowała swoje prace między innymi w Częstochowie, Lublinie, Opolu, Wrocławiu. W 1949 roku została członkinią Polskiego Towarzystwa Fotograficznego. W 1954 roku została przyjęta w poczet członków rzeczywistych Związku Polskich Artystów Fotografików, gdzie między innymi uczestniczyła w pracach Sekcji Historii Fotografii - utworzonej w pierwszej połowie lat 70. XX wieku. Począwszy od 1975 roku (w ramach działalności w Związku Polskich Artystów Fotografików oraz Stowarzyszenia Historyków Fotografii) zajmowała się pozyskiwaniem oraz prezentowaniem historycznej, wielotematycznej fotografii. Była współorganizatorką i kuratorką prezentacji, wystaw fotografii historycznej m.in. w Zachęcie Narodowej Galeria Sztuki – w latach 1985, 1989, 1991, 1994 oraz w Muzeum Niepodległości w Warszawie – w 1992 roku. W 1994 roku obchodziła jubileusz 40-lecia pracy twórczej (przynależności do Związku Polskich Artystów Fotografików - wówczas została uhonorowana nagrodą związku. 
Aleksandra Mierzecka-Garlicka zmarła 27 grudnia 2012, pochowana 4 stycznia na cmentarzu ewangelicko-augsburskim w Warszawie (aleja 29, grób 60).

## Rodzina
Aleksandra Mierzecka-Garlicka była córką Janiny Mierzeckiej – polskiej artystki fotograf, m.in. członkini Fotoklubu Polskiego i współzałożycielki Związku Polskich Artystów Fotografików oraz dermatologa Henryka Mierzeckiego.